# 위덕대학교
위덕대학교(威德大學校, Uiduk University)는 경상북도 경주시에 있는 사립 대학이다. 진각종에서 설립하였다.

## 연혁
- 1995년 12월 16일 : 위덕대학교 설립
- 1996년 3월 11일 : 개교
- 1999년 9월 3일 : 대학박물관 설립
- 2012년 : 교육과학기술부 선정 정부재정지원제한대학[2]
- 2018년 : 교육부 대학기본역량진단평가 결과 역량강화대학 선정 및 조건부 일반재정지원[3]

## 같이 보기
- 대한민국의 교육